# Westerburg (Hinte)
Die Westerburg ist eine abgegangene Burg in der ostfriesischen Gemeinde Hinte im Landkreis Aurich, Niedersachsen. Sie stand am Westrand des Dorfes.

## Geschichte
Zu Zeiten der Ostfriesischen Häuptlinge standen in Hinte zwei Steinhäuser, die Oster- und die Westerburg. Die letztgenannte wurde vermutlich um 1312 von Häuptling Habbo dem Älteren tho Hinta am Westrand des Ortes errichtet und fortan Westerburg bezeichnet. Ihr Erbauer zählte zu den angesehensten Richtern des Emsigerlandes und vertrat die historische Landschaft am Upstalsboom. Sein Sohn Habbo der Jüngere zog im Jahre 1379 von der Burg im Bunde mit Folkmar Allena in einen Feldzug gegen Ocko I. tom Brok. In unmittelbarer Nähe der Burg trafen die Kontrahenten 1379 in Loppersum aufeinander. Aus der Schlacht gingen Habbo der Jüngere und Folkmar Allena als Verlierer hervor. Der Sieger, Ocko, war seit 1377 mit Foelke Kampana, der Schwester Habbos, verheiratet. Im Zuge der Unterstützung der Piraterie durch die Ostfriesischen Häuptlinge wurde die Burg vermutlich im Jahre 1436 bei einer Strafexpedition von der Hanse zerstört und nicht wieder aufgebaut.